# Joroinen
Joroinen (en sueco: Jorois) es un municipio de Finlandia.
Está localizado en la región de Savonia del Norte . El municipio tiene una población, al 31 de marzo de 2016, de 5 117, y posee una superficie de 711,73 kilómetros cuadrados de los cuales un 136,3 km² corresponde a agua. La densidad de poblacional es 8,89 habitantes por kilómetro cuadrado.
Los municipios vecinos son Juva, Leppävirta, Pieksämäki, Rantasalmi y Varkaus.
El idioma de este municipio es el finlandés.
El aeropuerto de Varkaus está ubicado en las cercanías de Joroinen